# Jean-Louis Blèze
 (septembre 2020).
Si vous disposez d'ouvrages ou d'articles de référence ou si vous connaissez des sites web de qualité traitant du thème abordé ici, merci de compléter l'article en donnant les références utiles à sa vérifiabilité et en les liant à la section « Notes et références ».
Louis Jean Blèze-Pascau dit Jean-Louis Blèze, né le 1er août 1927 à Aureilhan (Hautes-Pyrénées) et mort le 24 décembre 2012 à Boulogne-Billancourt (Hauts-de-Seine), est un humoriste français de la deuxième moitié du XXe siècle.

## Biographie
Après des études de dessinateur industriel à Tarbes, il succombe à sa passion pour la scène et a plusieurs vies dans les  arts du spectacle. Dès 18 ans il commence sa carrière au Pays basque dans l'orchestre du Casino de Biarritz, où il est engagé après avoir été remarqué dans les traditionnelles fêtes de village de sa Bigorre natale et du Béarn où il se produit durant l'été. Monté à Paris, il figure comme danseur dans la revue de La Nouvelle Ève puis est à l'affiche de plusieurs opérettes de Francis Lopez en qualité de chanteur et comédien, dont Viva Napoli aux côtés de Rudy Hirigoyen au Théâtre Mogador dans les années 1970, après avoir partagé la scène de l'Olympia avec notamment Jacques Brel au début des années 1960. 
Il effectue de nombreuses tournées et accompagne les débuts des plus grands artistes de variétés de l'époque, dont Dalida et Isabelle Aubret ses amies, Adamo, Pierre Perret, C. Jérôme, Stone et Charden, Michelle Torr, Gilbert Montagné ou Annie Cordy qui chante « Faut pas pousser grand-mère dans les orties ».
Il poursuit sa carrière au fil des galas et des croisières internationales, dont celle à bord du France en 1970, puis au sein des cabarets parisiens (Don Camilo, le Pénitencier, Chez ma cousine, Orée du bois etc.) en passant par les Théâtre des Deux Ânes et Lapin Agile de Montmartre, panthéons des chansonniers. 
Sa carrière télévisuelle débute dès les années 1960 avec l'émission les 36 chandelles, puis Alors raconte et Eh bien raconte de Georges Folgoas sur TF1.
Guy Lux, qui l'adore, le fait participer à toutes ses émissions dont il devient pensionnaire, de Top club et Palmarès sur Antenne 2 en passant par Les Jeux de 20 heures sur FR3 avec Jacques Capelovici, dit « Maître Capello », avec lequel il partage l'amour des bons mots et des calembours, ce qui lui donne une notoriété à partir des années 1970 et jusqu'à la fin des années 1990. Dès 1987, sous le surnom de « Blaise », il participe à toutes les émissions de La Classe  sur FR3 présentée par Fabrice. Il s'y distingue en incarnant le « cancre » de la classe : il est assis au fond de la salle, Fabrice le met régulièrement dehors. À la fin de chaque émission, il présente des blagues qui ne font volontairement rire personne, et Fabrice lui donne la note la plus basse. Les téléspectateurs lui adressent des histoires courtes qu'il raconte à l'antenne en citant leur nom.
Diminué physiquement par une grave maladie, il est contraint de se retirer définitivement de la scène en 2003. Il meurt le 24 décembre 2012 à Boulogne-Billancourt, à l'âge de 85 ans. L'annonce de sa mort a suscité de nombreux hommages et témoignages,.

## Discographie
- 1965 : Les carottes sont cuites (single)[5].
- 1965 : Faut pas pousser (single)[6].
- 1966 : La Fête à Neu-Neu (single).
- 1990 : Le Cancre (single).